# Poggio Capanne
Poggio Capanne (già Capanne) è una frazione del comune italiano di Manciano, nella provincia di Grosseto, in Toscana.

## Geografia fisica
Il borgo è situato nell'entroterra collinare della Maremma grossetana, nell'area geografica nota con il nome di Colline dell'Albegna e del Fiora, nelle vicinanze di Saturnia e Poggio Murella.

## Storia
Poggio Capanne nacque anticamente come borgo popolato da pastori con il nome di Capanne di Saturnia, in quanto dipendente dal ben più ricco e importante borgo di Saturnia. Raggiunse la massima importanza nel XVI secolo, con la costruzione della chiesa nel 1570 e altri storici edifici visibili ancora oggi. In tempi moderni la frazione si è estesa anche al di fuori del nucleo storico antico.

## Monumenti e luoghi d'interesse

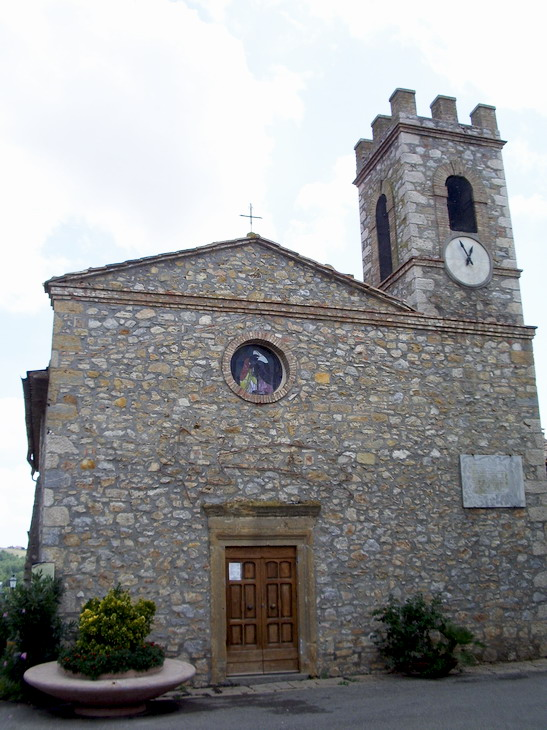
La chiesa della Visitazione

- Chiesa della Visitazione, chiesa parrocchiale della frazione, reca sulla facciata la data 1570. Rimaneggiata successivamente, ospita all'interno un dipinto raffigurante la Madonna col Bambino in trono fra Sant'Antonio abate e San Giuseppe, risalente al XIX secolo, ed una copia seicentesca in dimensioni ridotte della pala della Visitazione di Federico Barocci (1586) della Chiesa Nuova a Roma.

- Casa Luciani, palazzetto pubblico che ospitava anche la canonica, costruito nell'anno 1500 come riportato su una lapide fissata sulla facciata, collocato ad L rispetto alla chiesa.

- Antica prigione, fungeva da carcere del borgo di Saturnia.

## Società

### Evoluzione demografica
Quella che segue è l'evoluzione demografica della frazione di Poggio Capanne. Sono indicati gli abitanti dell'intera frazione e dove è possibile la cifra riferita al solo capoluogo di frazione. Dal 1991 sono contati da Istat solamente gli abitanti del centro abitato, non della frazione.
| Anno | Abitanti | Abitanti       |
| Anno | Frazione | Centro abitato |
| ---- | -------- | -------------- |
| 1745 | 142      | -              |
| 1833 | 247      | -              |
| 1845 | 242      | -              |
| 1921 | 888      | -              |
| 1931 | 914      | -              |
| 1961 | 196      | 173            |
| 1981 | 126      | 110            |
| 2001 | -        | 101            |
| 2011 | -        | 69             |